# 23 Sagittarii
23 Sagittarii är en gul superjätte i stjärnbilden Skytten.
23 Sagittarii har visuell magnitud +6,97 och kräver fältkikare för att kunna observeras. Den befinner sig på ett avstånd av ungefär 1230 ljusår.